# Death Race (série de films)
Pour les articles homonymes, voir Death Race.
 Pour plus de détails, voir Fiche technique et Distribution
Death Race (La Course de la mort au Québec) est une série de films américains (certains films sont également des coproduction étrangères). Le premier film, La Course à la mort de l'an 2000 (1975), s'inspire de la nouvelle Le Pilote (The Racer), d'Ib Melchior, publiée en 1956. Il sort en 1975. Il est suivi de La Course à la mort de l'an 2050 sorti en 2017. La franchise connait 4 quatre autres films dont le reboot Course à la mort (2008). Il est suivi des préquelles Death Race 2 (2010) et Death Race: Inferno (2013), puis de Death Race: Anarchy (2018).
Les films mettent en scènes des courses à la mort très violentes et brutales dans un monde post-apocalyptique dystopique, souvent dans des prisons.

## Films

### La Course à la mort de l'an 2000(1975)
En l'an 2000, Monsieur Président, chef du Parti Unique Bipartisan, règne en maitre sur l'ensemble des Provinces Unies d'Amérique, après le krach mondial de 1979. Depuis 20 ans, l'événement sportif majeur est la course automobile transcontinentale. Ce spectacle, très médiatisé, voit cinq bolides partant de la côte est des États-Unis pour rejoindre New Los Angeles en Californie, en passant par Saint-Louis (Missouri) puis par Albuquerque (Nouveau-Mexique). Chaque participant marque un maximum de points en écrasant des piétons. Chaque voiture est décorée et conduite par un couple pilote-navigateur assorti : le taureau du Midwest par Calamity Jane (Mary Woronov), le lion romain par Néron, la fusée nazie par Matilda, etc. Les concurrents les plus sérieux sont cependant « Mitraillette » Joe Vitarbo (Sylvester Stallone) et surtout Frankenstein (David Carradine), rescapé multi-greffé des courses précédentes. Celui-ci a une nouvelle navigatrice, toutes les autres étant mortes. Des opposants, l'Armée de la Résistance, sont menés par Thomasina Paine (descendante du héros révolutionnaire Thomas Paine). Ils se préparent à saboter la course.

### Course à la mort(2008)
En 2012, des prisonniers sont contraints à participer à des courses de voitures très violentes. Le premier prisonnier arrivant à cinq victoires sera gracié par l'État. L'économie américaine s'est effondrée, provoquant la hausse du chômage et du crime, à tel point que les grandes sociétés privées construisent des prisons à travers le pays juste pour le profit. Dans l'île prison de Terminal Island est diffusée mondialement La Course de mort, via un site payant très populaire sur Internet. La Course de mort est non seulement une course à la ligne d'arrivée, mais aussi un combat sans pitié voiture contre voiture.
L'ancien champion de course automobile Jensen Ames vient de perdre son emploi dans l'aciérie où il travaillait lors de la fermeture de celle-ci. En rentrant chez lui, il découvre un homme masqué. Ce dernier tue sa femme et le blesse avant de s'enfuir. Injustement accusé du meurtre de sa femme, Jensen est incarcéré à Terminal Island. Il ne tarde pas à se faire des ennemis se battant contre un gang de néo-nazi prônant la suprématie blanche dirigé par Pachenko. Il est alors mené chez la directrice Hennessey qui lui indique que ces hommes le tueront sans son aide. Elle le soumet alors à un terrible chantage : Jensen doit devenir le nouveau conducteur de la Ford Mustang de Frankenstein. Elle réussit à le convaincre en lui affirmant qu'elle sait où sa fille a été placée. Comme les prisonniers sont libérés après cinq courses à la mort remportées, il n'en reste qu'une seule à gagner à Jensen. Il alors se faire passer pour le légendaire conducteur masqué, qui avait à son actif quatre victoires.

### Death Race 2(2010)
Dans un futur proche, l'économie américaine a sombré dans le chaos. La violence est rapidement devenue ingérable. Pour contrôler et contenir la criminalité, un réseau de prisons privées a été créé. Mais les criminels les plus endurcis, les chefs de gang et les sociopathes y font cependant régner leurs lois par la terreur. La plus dangereuse de toutes est l'île-prison Terminal Island. Carl Lucas, condamné à perpétuité pour le meurtre d'un policier lors d'un braquage, s'apprête à y purger sa peine. Pour retrouver la liberté, il va devoir participer à la plus terrible course à la mort. Il va devoir y survivre car tous les coups sont permis.

### Death Race: Inferno(2012)
Sous le nom de Frankenstein, Carl Lucas est devenu le pilote superstar de la brutale prison privée Terminal Island. Cependant, le propriétaire de la cours à la mort, R. H. Weyland a été forcé d'en revendre les droits à Niles York, un milliardaire britannique. Ce dernier décide se relocaliser la course en Afrique du Sud, pour en faire la Transcontinental Death Race. Carl Lucas est alors plongé dans une compétition toute nouvelle pour lui, bien plus terrible que celles qu'il a connu. Mais il ne lui reste plus qu'une seule course à remporter pour recouvrer sa liberté. Face à des adversaires redoutables et impitoyables, Lucas va tenter se survivre dans un univers encore plus hostile, notamment le désert du Kalahari.

### La Course à la mort de l'an 2050(2017)
En 2050, l'United Corporations of America est dirigée en maître par « Monsieur Président ». Un événement annuel appelé « La Course à la mort » est regardé par la quasi-totalité des habitants. Cette épreuve, où tous les coups sont permis, mêle course automobile, meurtre de participants et de civils, le tout retransmis à la télévision. Le gagnant remporte le titre suprême et le droit de voir un de ses souhaits exaucés. Le champion de cette course et favori de cette nouvelle édition est Frankenstein — mi-homme mi-robot. À la fin de cette course, il espère pouvoir enfin tirer sa révérence et quitter ce système. Mais c'est sans compter sur les trahisons, attaques de résistants et de participants qui l'attendent cette année.

### Death Race: Anarchy(2018)
Désormais considérée comme illégale par Weyland International, la course à la mort est toujours pratiquée dans la ville-prison Sprawl et diffusée sur le dark web. C'est le légendaire pilote Frankenstein qui a pris le contrôle des lieux, où sont enfermés près de 420 000 détenus. Après une attaque ratée contre ce dernier, les autorités envoient Connor Gibson, membre d'une unité d'élite, pour infiltrer la prison. Il n'a qu'un seul objectif : stopper la course à la mort. Il devra alors apprendre se battre dans un monde sans foi ni loi.

## Distribution
| Personnages       | Série originale                  | Série originale                  | Série remake                        | Série remake        | Série remake           | Série remake                      |  |
| Personnages       | La Course à la mort de l'an 2000 | La Course à la mort de l'an 2050 | Course à la mort                    | Death Race 2        | Death Race: Inferno    | Death Race: Anarchy               |  |
| ----------------- | -------------------------------- | -------------------------------- | ----------------------------------- | ------------------- | ---------------------- | --------------------------------- |  |
| Personnages       | 1975                             | 2017                             | 2008                                | 2010                | 2013                   | 2018                              |  |
| Frankenstein      | David Carradine                  | Manu Bennett                     | Jason StathamDavid Carradine (voix) | Luke Goss           | Luke GossDougray Scott | Velislav PavlovNolan North (voix) |  |
| Annie Smith       | Simone Griffeth                  | Marci Miller                     |                                     |                     |                        |                                   |  |
| « Machine Gun »   | Sylvester Stallone               |                                  | Tyrese Gibson                       |                     |                        |                                   |  |
| « M. Président »  | Sandy McCallum                   | Malcolm McDowell                 |                                     |                     |                        |                                   |  |
| Myra              | Louisa Moritz                    |                                  |                                     |                     |                        |                                   |  |
| Jed Perfectus     |                                  | Burt Grinstead                   |                                     |                     |                        |                                   |  |
| Minerva Jefferson |                                  | Folake Olowofoyeku               |                                     |                     |                        |                                   |  |
| Tammy             |                                  | Anessa Ramsey                    |                                     |                     |                        |                                   |  |
| Alexis Hamilton   |                                  | Yancy Butler                     |                                     |                     |                        |                                   |  |
| JB                |                                  | Charlie Farrell                  |                                     |                     |                        |                                   |  |
| Grace Tickle      |                                  | Shanna Olson                     |                                     |                     |                        |                                   |  |
| The Commercial    |                                  |                                  | Dick Ervasti (voix)                 | Dick Ervasti (voix) | Dick Ervasti (voix)    |                                   |  |
| Lists             |                                  |                                  | Frederick Koehler                   | Frederick Koehler   | Frederick Koehler      | Frederick Koehler                 |  |
| « 14K »           |                                  |                                  | Robin Shou                          | Robin Shou          | Robin Shou             |                                   |  |
| Jensen Ames       |                                  |                                  | Jason Statham                       |                     |                        |                                   |  |
| Claire Hennessey  |                                  |                                  | Joan Allen                          | photographie        | images d'archives      |                                   |  |
| Coach             |                                  |                                  | Ian McShane                         |                     | photographie           |                                   |  |
| Case              |                                  |                                  | Natalie Martinez                    |                     |                        |                                   |  |
| Gunner            |                                  |                                  | Jacob Vargas                        |                     |                        |                                   |  |
| Ulrich            |                                  |                                  | Jason Clarke                        |                     |                        |                                   |  |
| Pachenko          |                                  |                                  | Max Ryan                            |                     |                        |                                   |  |
| Hector Grimm      |                                  |                                  | Robert LaSardo                      |                     |                        |                                   |  |
| Travis Colt       |                                  |                                  | Justin Mader                        |                     |                        |                                   |  |
| Niles York        |                                  |                                  | David Carradine                     |                     | Dougray Scott          |                                   |  |
| Carl "Luke" Lucas |                                  |                                  |                                     | Luke Goss           | Luke Goss              |                                   |  |
| Katrina Banks     |                                  |                                  |                                     | Tanit Phoenix       | Tanit Phoenix          |                                   |  |
| Goldberg          |                                  |                                  |                                     | Danny Trejo         | Danny Trejo            | Danny Trejo                       |  |
| R. H. Weyland     |                                  |                                  |                                     | Ving Rhames         | Ving Rhames            |                                   |  |
| September Jones   |                                  |                                  |                                     | Lauren Cohan        |                        |                                   |  |
| Markus Kane       |                                  |                                  |                                     | Sean Bean           |                        |                                   |  |
| Big Bill          |                                  |                                  |                                     | DeObia Oparei       |                        |                                   |  |
| Medford Parks     |                                  |                                  |                                     | Patrick Lyster      |                        |                                   |  |
| Rocco             |                                  |                                  |                                     | Joe Vaz             |                        |                                   |  |
| Xander Grady      |                                  |                                  |                                     | Henie Bosman        |                        |                                   |  |
| Calin             |                                  |                                  |                                     | Warrick Grier       |                        |                                   |  |
| Hillbilly         |                                  |                                  |                                     | Sean Higgs          |                        |                                   |  |
| Apache            |                                  |                                  |                                     | Chase Armitage      |                        |                                   |  |
| The Sheik         |                                  |                                  |                                     | Michael Solomon     |                        |                                   |  |
| Scarface          |                                  |                                  |                                     | Trayan Milenov-Troy |                        |                                   |  |
| Satana            |                                  |                                  |                                     |                     | Hlubi Mboya            |                                   |  |
| Razor             |                                  |                                  |                                     |                     | Bart Fouche            |                                   |  |
| Psycho            |                                  |                                  |                                     |                     | Jeremy Crutchley       |                                   |  |
| Nero              |                                  |                                  |                                     |                     | Eugene Khumbanyiwa     |                                   |  |
| Olga Braun        |                                  |                                  |                                     |                     | Michelle van Schaik    |                                   |  |
| Joker             |                                  |                                  |                                     |                     | Mark Elderkin          |                                   |  |
| Pretty Boy        |                                  |                                  |                                     |                     | Brandon Livanos        |                                   |  |
| Jackal            |                                  |                                  |                                     |                     | Anton David Jeftha     |                                   |  |
| Connor Gibson     |                                  |                                  |                                     |                     |                        | Zach McGowan                      |  |
| Baltimore Bob     |                                  |                                  |                                     |                     |                        | Danny Glover                      |  |
| Jane              |                                  |                                  |                                     |                     |                        | Christine Marzano                 |  |
| Gipsy Rose        |                                  |                                  |                                     |                     |                        | Yennis Cheung                     |  |
| Bexie             |                                  |                                  |                                     |                     |                        | Cassie Clare                      |  |
| Carley            |                                  |                                  |                                     |                     |                        | Lucy Aarden                       |  |
| M. Valentine      |                                  |                                  |                                     |                     |                        | Terence Maynard                   |  |
| The Warden        |                                  |                                  |                                     |                     |                        | Cameron Jack                      |  |

## Produits dérivés

### Comics
Une série de comics intitulée Death Race 2020 est publiée en 1995. Elle est écrite par Pat Mills et dessinée par Kevin O'Neill. L'intrigue se déroule 20 ans après celle de La Course à la mort de l'an 2000 (1975). De nouveaux personnages sont introduits comme « Von Dutch », « the Alcoholic », « Happy the Clown », « Steppenwolf », Rick Rhesus » et Harry Carrie.

### Jeux vidéo
- 1976 : Death Race (Exidy)
- 1990 : Death Race (American Game Cartridges)

Plusieurs jeux vidéo s'inspirent des films, sans pour autant être officiellement liés : Maze Death Race (1982), la série des Twisted Metal ou encore Carmageddon (1997) et ses suites.

### Influences
Producteur du premier film, Roger Corman veut surfer sur le succès avec Les Gladiateurs de l'an 3000 (Deathsport), l'équivalent en moto. Le film sort en 1978. David Carradine, qui jouait Frankenstein dans le premier film, incarne cette fois Kaz Oshay.
En 2017, Syfy diffuse la série télévisée Blood Drive s'inspire fortement de La Course à la mort de l'an 2000, sans être officiellement liée à la franchise Death Race.